# 江苏省梁丰高级中学
江苏省梁丰高级中学，是位于江苏省张家港市国泰南路的一所高級中學。学校入选江苏省四星级高中，江苏省高品质示范高中建设立项学校。

## 校史
- 江苏省梁丰高级中学的前身为创办于1894年（清光绪年间）的梁丰书院。
- 1956年改为公立完全中学。1988年挂牌「苏州大学附属中学」（原隶属关系不变）。
- 1992年于江苏省张家港市人民路26号新建，正式改名为江苏省梁丰高级中学（原初中部现为张家港市第一中学）。
- 2006年年中搬入位于张家港市国泰南路2号的新校区。

## 校园概况
现校区占地193亩、建筑面积近7万平方米。在校学生2000多名，教职工160名，其中专值教师124人，平均年龄33岁。教师队伍中，现有全国优秀教师2名，江苏省特级教师3名，高级教师45名，一级教师35名，苏州市名教师3名，苏州市学科带头人2名，张家港市名教师、学科带头人18名，张家港市教学能手32名，张家港市教坛新秀12名。

## 学校所获荣誉
- 1978年成为县重点中学。
- 1980年成为江苏省首批重点中学。
- 1996年成为江苏省模范中学。
- 1997年成为国家级示范性普通高中。
- 2005年成为江苏省首批四星级学校。
- 2019年，入选江苏省高品质示范高中建设立项学校。[1]

- 学校先后获得江苏省双文明单位、江苏省德育工作先进学校、江苏省群体工作先进学校、江苏省贯彻"两个条例"先进学校、江苏省省绿色学校、江苏省文明单位、江苏省师资培训工作先进学校等荣誉。被教育部授予“国家基础教育实验中心、外语教育研究中心实验学校”、“全国体育传统项目学校先进集体”等荣誉称号。

## 友好学校
- 日本关东国际高等学校
- 波特兰市中学
- 英格兰格林威治大学